# Masanhappo-gu
Masanhappo-gu (tiếng Hàn Quốc: 마산합포구; Hanja: 馬山合浦區; Quận Masanhappo), trước đây được gọi là Happo, là một quận của thành phố Changwon, Hàn Quốc.

## Lịch sử
Vào cuối thế kỷ mười chín, thị trấn này là "một trong những bến cảng đẹp nhất ở khu vực Đông Á, mặc dù nó vẫn chỉ là một làng chài."
Tháng 10 năm 1898, người Nhật nhắm vào sự kiểm soát của Triều Tiên và đang có kế hoạch xây dựng một tuyến đường sắt với điểm xuất phát ở gần Busan, họ bắt đầu mua đất trong thị trấn; Đại tá Tamura Iyozo là người có liên quan chính về vấn đề này nói rằng vào tháng 6 năm sau  "nếu Nga giành được Masampo, Nhật Bản sẽ trở nên vô dụng." Tháng 5 năm 1899 thị trấn trở thành một cảng hiệp ước, và hải quân Nga đã cố mua đất để sử dụng chỉ để khám phá ra rằng người Nhật đã mua được một số bưu kiện mà họ cần. Tháng mười một năm sau, một cuộc đối đầu xảy ra giữa thủy thủ Nga và Nhật Bản, và đến tháng 2 năm 1900, có tin đồn rằng người Nga yêu cầu được thuê đất cho hải quân sử dụng: "Một hạm đội lớn của Nga bao gồm các thiết giáp hạm Rossiya, Donskoi, Rurik khởi hành từ Port Arthur và thả neo tại Masampo một cách đầy đe dọa." Nội các Nhật nhấn mạnh rằng Nga không có bất kỳ địa điểm nào để chỉ huy các bến cảng trên đảo Koje, và Nhật Bản đã đặt đội tàu của mình vào tình trạng chiến tranh. Căng thẳng đã giảm bớt bởi một thỏa thuận bí mật giữa Nga và Nhật Bản vào cuối năm đó, sự sợ hãi chiến tranh cuối cùng cũng kết thúc với sự xuất hiện những vụ xáo trộn của Phong trào Nghĩa Hòa Đoàn vào tháng Sáu.